# Оногур
Оногур е село в Североизточна България. То се намира в община Тервел, област Добрич.

## История
Предишното турско име на селото е Юртлук (Саръ неби Юртлук). През 1942 г. с решение на МЗ № 2191/обн. 27.06.1942 г. то е преименувано на Оногур.
Край село Оногур е открита внушителна раннохристиянска базилика с впечатляващите размери 58 х 29 м. Първоначално тя е идентифицирана през 2013 г. чрез геофизично изследване, а през 2016 г. са проведени първите археологически разкопки в нея под ръководството на проф. Казимир Попконстантинов и на археолога Боян Тотев. Особен интерес представляват олтарното пространство на храма и синтронът (каменната, стъпаловидна пейка, предназначена за духовенството), който е необикновено висок – около 2 м. Запазени са първите три от деветте му стъпала.
През есента на 585 г. аварите заедно с подчинените им славянски племена нахлуват в Долна Мизия и Малка Скития и превземат крепости като Бонония, Рациария и Акис, за която се счита, че е в района на днешното село.

## Население

### Преброяване на населението през 2011 г.
Численост и дял на етническите групи според преброяването на населението през 2011 г.:
|                     | Численост | Дял (в %) |
| Общо                | 40        | 100,00    |
| Българи             | 0         | 0,00      |
| Турци               | 0         | 0,00      |
| Кримски татари      | 37        | 92,5      |
| Други               | 3         | 7,5       |
| Не се самоопределят | 0         | 0,00      |
| Неотговорили        | 0         | 0,00      |

## Забележителности
- Скален манастир в местността Шан кая[4].
- Раннохристиянска базилика - С тази базилика е свързан и първият проект на територията на България на организацията European heritage volunteers, която през юли 2019 г. проведе дейности по реставрацията на обекта.[5][6][7]

## Други
Оногурските острови край остров Робърт, Южни Шетландски острови са наименувани в чест на село Оногур.